# Дегерфорш (община)
Община Дегерфорш (на шведски: Degerfors kommun) е разположена в лен Йоребру, централна Швеция с обща площ 436 km2 и население 9500 души (към 31 декември 2013). Административен център на община Дегерфорш е едноименния град Дегерфорш.